# Kanton Saint-Aulaye
Der Kanton Saint-Aulaye war von 1790 bis 2015 ein französischer Wahlkreis im Arrondissement Périgueux, im Département Dordogne und in der Region Aquitanien; sein Hauptort war Saint-Aulaye. Vertreter im Generalrat des Départements war zuletzt von 2001 bis 2015, wiedergewählt 2008, Jean-Jacques Gendreau (DVG). 
Der zwölf Gemeinden umfassende Kanton war 276,27 km² groß und hatte 6762 Einwohner (Stand: 2011). 

## Gemeinden
| Gemeinde                  | Einwohner Jahr | Fläche km² | Bevölkerungsdichte | Code INSEE | Postleitzahl |
| ------------------------- | -------------- | ---------- | ------------------ | ---------- | ------------ |
| Chenaud                   | 329 (2013)     | 12,58      | 26 Einw./km²       | 24118      | 24410        |
| Festalemps                | 270 (2013)     | 12,27      | 22 Einw./km²       | 24178      | 24410        |
| La Jemaye                 | 111 (2013)     | 29,12      | 4 Einw./km²        | 24216      | 24410        |
| Parcoul                   | 404 (2013)     | 14,17      | 29 Einw./km²       | 24316      | 24410        |
| Ponteyraud                | 47 (2013)      | 4,19       | 11 Einw./km²       | 24333      | 24410        |
| Puymangou                 | 96 (2013)      | 11,29      | 9 Einw./km²        | 24343      | 24410        |
| La Roche-Chalais          | 2.932 (2013)   | 89,4       | 33 Einw./km²       | 24354      | 24490        |
| Saint-Antoine-Cumond      | 366 (2013)     | 12,14      | 30 Einw./km²       | 24368      | 24410        |
| Saint-Aulaye              | 1.362 (2013)   | 34,71      | 39 Einw./km²       | 24376      | 24410        |
| Saint-Privat-des-Prés     | 600 (2013)     | 19,63      | 31 Einw./km²       | 24490      | 24410        |
| Saint-Vincent-Jalmoutiers | 240 (2013)     | 16,21      | 15 Einw./km²       | 24511      | 24410        |
| Servanches                | 94 (2013)      | 20,56      | 5 Einw./km²        | 24533      | 24410        |

## Bevölkerungsentwicklung
| 1962 | 1968 | 1975 | 1982 | 1990 | 1999 | 2006 | 2011 |
| ---- | ---- | ---- | ---- | ---- | ---- | ---- | ---- |
| 6730 | 7252 | 7196 | 7178 | 6965 | 6711 | 6571 | 6762 |